# San Jacinto (Pangasinan)
San Jacinto è una municipalità di quarta classe delle Filippine, situata nella Provincia di Pangasinan, nella regione di Ilocos.
San Jacinto è formata da 19 baranggay:
- Awai
- Bagong Pag-asa (Poblacion East)
- Bolo
- Capaoay (Pob.)
- Casibong
- Guibel
- Imelda (Decrito)
- Labney
- Lobong
- Macayug
- Magsaysay (Capay)
- San Guillermo (Poblacion West)
- San Jose
- San Juan
- San Roque
- San Vicente
- Santa Cruz
- Santa Maria
- Santo Tomas